# Massendurchflussregler

Blockschaltbild für einen MFC

Ein Massendurchflussregler (englisch Mass flow controller, MFC) ist ein Gerät, mit dem ein Massenstrom auf einen Sollwert geregelt wird. Für jedes Fluid müssen eigene Kalibrierdaten geladen werden, was über eine Programmierschnittstelle geschieht. Neben einem Massendurchflussmesser (MFM) enthält ein MFC einen programmierbaren Regler und ein Proportionalventil. Gängige verwendete Messaufnehmer für diese Regler sind der kalorimetrische Durchflussmesser sowie der Coriolis-Massendurchflussmesser.